# Cadiz (Californie)
Pour les articles homonymes, voir Cadiz.

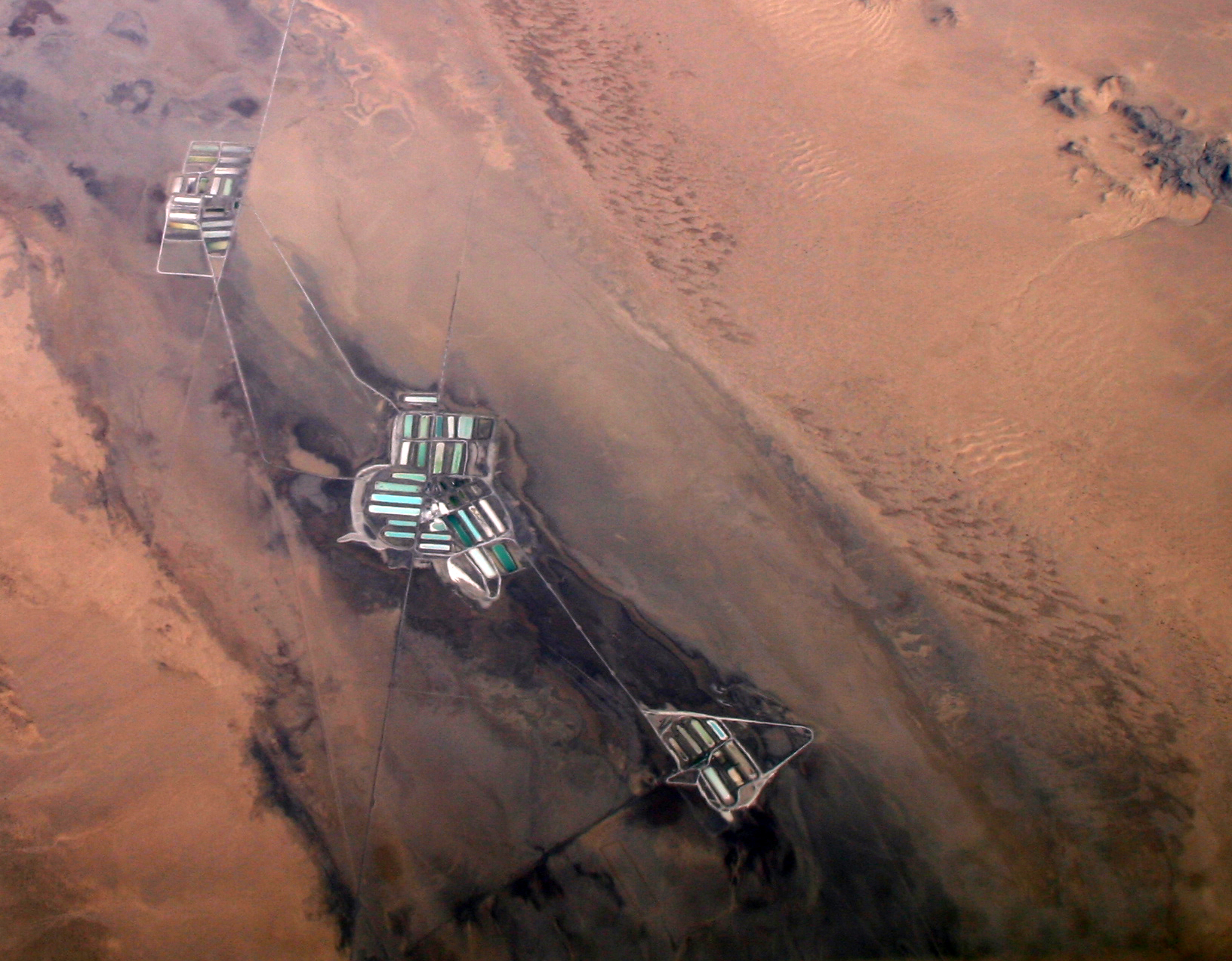
Evaporateurs de sel près de Cadiz

Cadiz est une petite communauté non incorporée dans le Comté de San Bernardino en Californie, dans le désert des Mojaves. 
C'est une ancienne station de chemin de fer. Le nom a été attribué en 1883 par Lewis Kingman, un ingénieur de la compagnie Atlantic and Pacific Railroad. Une piste d'aviation de 1600 m est située au sud de la localité.